# Église San Francesco Saverio alla Garbatella
L'église San Francesco Saverio alla Garbatella est une église de Rome, située dans le quartier Ostiense, dans le secteur de la Garbatella.

## Histoire
L'église a été érigée en paroisse le 1er mai 1933 par le pape Pie XI, et est le siège du titre cardinalice San Francesco Saverio alla Garbatella.
L'église est devenue célèbre parce qu'elle fut la première paroisse visitée par Jean-Paul II après avoir été élu pape; trois mois après son élection, le dimanche 3 décembre 1978, le pape a effectué une visite du quartier et de la paroisse, à laquelle il était lié à titre personnel:
« È una grande gioia per me poter visitare come prima parrocchia romana proprio la vostra, a cui mi unisce un ricordo particolare. Infatti, negli anni dell’immediato dopoguerra, come studente a Roma, mi recavo quasi ogni domenica proprio alla Garbatella, per aiutare nel servizio pastorale. Alcuni momenti di quel periodo sono ancora vivi nella mia memoria, benché mi sembri che, nel corso di più di trent’anni, molte cose qui siano enormemente cambiate. »

## Description
La façade est en brique et en travertin; le portail central est surmonté par une grande fenêtre, au-dessus de laquelle sont représentées les armoiries de Pie XI. L'église possède un dôme élevé.
L'intérieur de l'église a trois nefs, divisées par des colonnes avec des chapiteaux de style ionique. Dans le transept on trouve deux tableaux: celui de droite représente la Madone du Divin Amour qui vient à l'aide de Rome après les bombardements de 1943; celui de gauche Jésus en gloire avec les anges. 